# Goriče pri Famljah
Goriče pri Famljah so naselje v Občini Divača. Ležijo ob glavni cestni povezavi Divača-Ilirska Bistrica.